# My Best Friend's Birthday
My Best Friend's Birthday är en svart-vit amatörfilm från 1987. 
Filmen regisserades av Quentin Tarantino, medan han arbetade på en videobutik i Manhattan Beach, Kalifornien. Projektet startades 1984 när Craig Hamann skrev ett 30-40 sidors långt manus som handlar om en ung man som ständigt försöker göra något trevligt på hans väns födelsedag. Tarantino deltog i projektet som medförfattare och regissör, och utökade manuset till 80 sidor. Med en budget på 5000 dollar filmades det med 16-millimetersfilm.
Filmens ursprungliga speltid var på 70 minuter men på grund av en labbrand så överlevde bara 36 minuter av filmen. Filmen visades på flera filmfestivaler men har aldrig blivit officiellt släppt.
Vissa dialoger som hörs i filmen förekom senare i True Romance (1993).

## Medverkare
- Quentin Tarantino
- Craig Hamann
- Crystal Shaw
- Allen Garfield
- Al Harrell
- Brenda Hillhouse
- Linda Kaye
- Stevo Polyi
- Alan Sanborn
- Rich Turner
- Rowland Wafford